# Stazione meteorologica di Pavia
La stazione meteorologica di Pavia è la stazione meteorologica di riferimento relativa alla città di Pavia.

## Coordinate geografiche
La stazione meteo si trova nell'Italia nord-occidentale, in Lombardia, nel comune di Pavia, a 80 metri s.l.m..

## Dati climatologici
In base alla media trentennale di riferimento 1961-1990, la temperatura media del mese più freddo, gennaio, si attesta a +1,0 °C; quella del mese più caldo, luglio, è di +23,4 °C.
Le precipitazioni medie annue si aggirano tra i 750 e gli 800 mm, mediamente distribuite in 81 giorni, con picco in autunno, massimo secondario in primavera e minimi relativi in inverno ed estate .
| Pavia               | Mesi | Mesi | Mesi | Mesi | Mesi | Mesi | Mesi | Mesi | Mesi | Mesi | Mesi | Mesi | Stagioni | Stagioni | Stagioni | Stagioni | Anno |
| Pavia               | Gen  | Feb  | Mar  | Apr  | Mag  | Giu  | Lug  | Ago  | Set  | Ott  | Nov  | Dic  | Inv      | Pri      | Est      | Aut      | Anno |
| ------------------- | ---- | ---- | ---- | ---- | ---- | ---- | ---- | ---- | ---- | ---- | ---- | ---- | -------- | -------- | -------- | -------- | ---- |
| T. max. media (°C)  | 3,9  | 7,7  | 13,4 | 18,4 | 23,3 | 27,2 | 29,8 | 28,6 | 24,6 | 17,6 | 10,0 | 4,9  | 5,5      | 18,4     | 28,5     | 17,4     | 17,5 |
| T. min. media (°C)  | −2,0 | −0,4 | 3,4  | 7,1  | 11,4 | 15,0 | 17,1 | 16,5 | 13,5 | 8,7  | 3,6  | −0,3 | −0,9     | 7,3      | 16,2     | 8,6      | 7,8  |
| Precipitazioni (mm) | 57   | 56   | 69   | 74   | 74   | 60   | 48   | 52   | 59   | 88   | 81   | 64   | 177      | 217      | 160      | 228      | 782  |
| Giorni di pioggia   | 7    | 7    | 8    | 8    | 8    | 6    | 5    | 5    | 5    | 7    | 8    | 7    | 21       | 24       | 16       | 20       | 81   |

Oggi, tutti i dati meteorologici della città di Pavia vengono registrati presso l'Archivio della Stazione Meteo di Pavia C.na Pelizza, che dispone di dati medi termometrici dal 1912 e dati medi pluviometrici addirittura dal 1812.
Le analisi, i confronti, le anomalie ed i grafici relativi ai cambiamenti del Clima a Pavia, sono disponibili gratuitamente al sito Paviameteo.

## Meteo sul web
Alla data di oggi (luglio 2013) i programmi meteo basati sulle centraline americane (ad esempio The Weather Channel, weather.com) riconoscono come stazione meteo più vicine a Pavia quella di Broni, codice ITXX0109 e quella di Linate, (Aeroporto di Milano-Linate), codice ITXX0090.